# Coburger Bank
Die Coburger Bank eG war eine Genossenschaftsbank mit Sitz in Coburg. Sie war mit ihrer Gründung im Jahre 1863 die zweitälteste Genossenschaftsbank Bayerns. Im Jahre 2006 fusionierte sie mit der VR-Bank Coburg-Rennsteig eG zur VR-Bank Coburg eG. Die Bank hatte ihren Sitz am Theaterplatz 10/11. Das Bankgebäude, nach Plänen der Chemnitzer Architekten Alfred Zapp und Erich Basarke im Jahre 1917 fertiggestellt, steht als Baudenkmal in der Bayerischen Denkmalliste.

## Geschichte

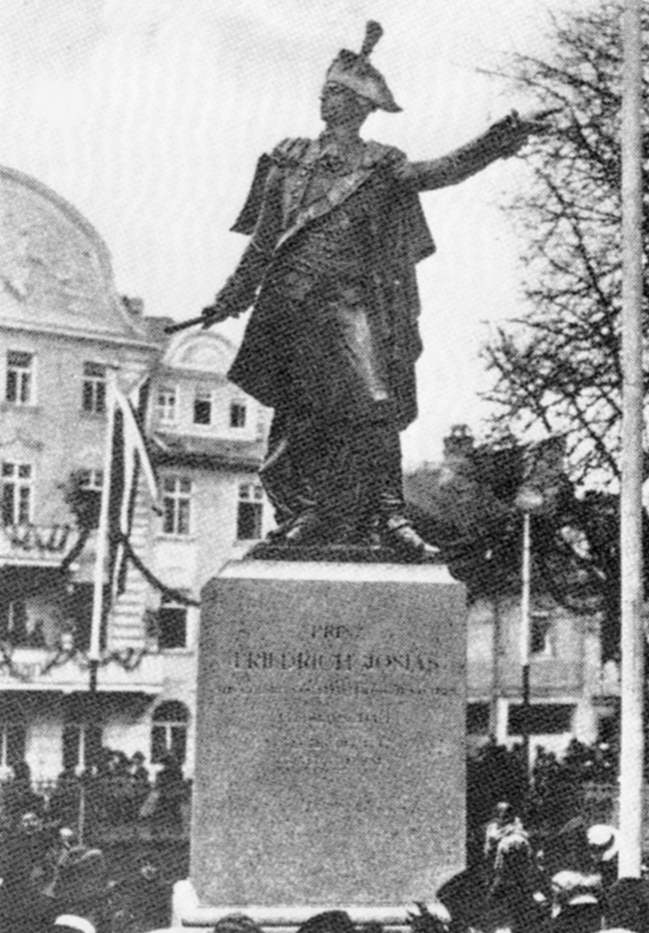
Josias Denkmal im Jahre 1911, im Hintergrund das alte Bankgebäude

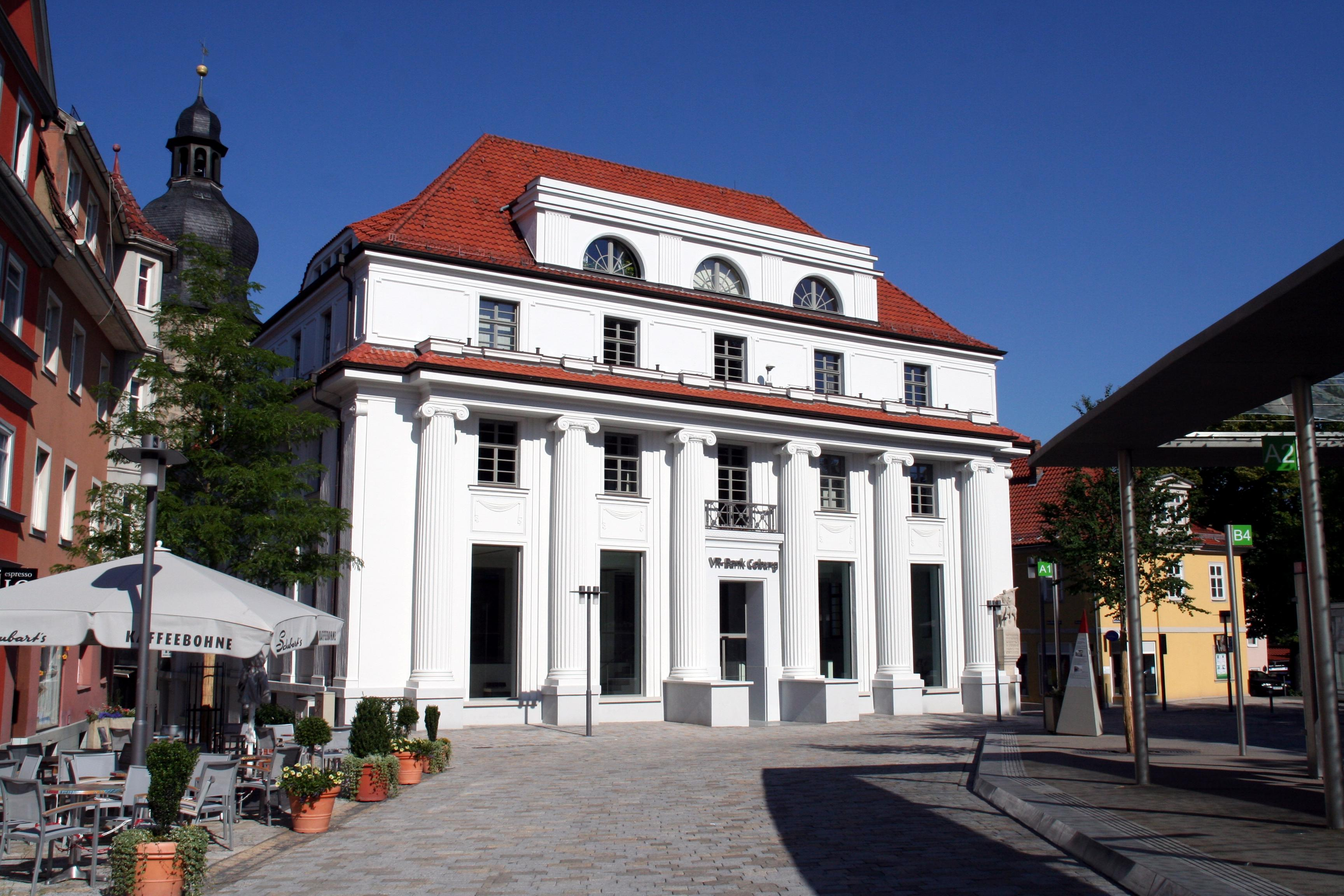
Bankgebäude von 1917

Seiteneingang

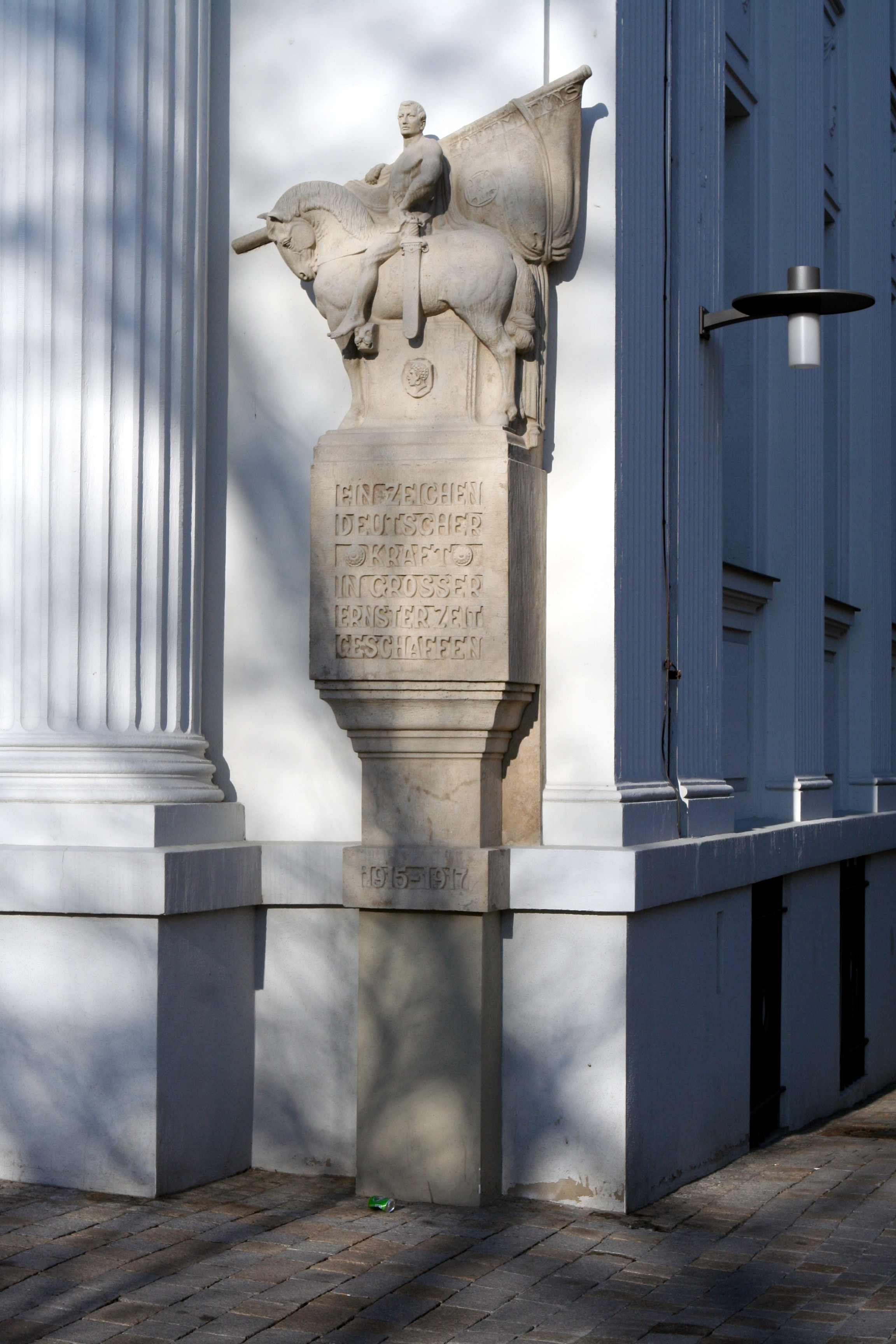
Kriegsgedenkstein

Am 27. Oktober 1862 lud ein „provisorisches Comité zur Gründung eines Schulze-Delitzschen Vorschuß-Vereins“ insbesondere die Mitglieder des  Coburger Gewerbevereins zu einer Versammlung in das Coburger Rathaus ein. Auf der Versammlung erläuterte der Initiator Joseph Rudolph Geith, der Pächter des Coburger Gaswerkes und Gründer des Annawerkes, den etwa 200 Anwesenden das Prinzip der „Schulze-Delitzschen Vorschuss- und Creditvereine“ und legte einen Entwurf des Vereinsstatuts vor. Eine Verschmelzung mit dem seit 1844 existierenden  Spar- und Hülfeverein war ursprünglich geplant. Die Gründungsversammlung des Vorschuß-Vereins zu Coburg folgte schließlich am 18. Dezember 1862. 30 Coburger Handwerker und Kaufleute unterzeichneten das Gründungsprotokoll. Der Geschäftsbetrieb wurde am 1. Februar 1863 aufgenommen, gleichzeitig trat der Verein der Anwaltschaft der deutschen Genossenschaften bei. Am Anfang erfolgte die Abwicklung der Geschäfte mit Hilfe der 1856 gegründeten Coburg-Gothaische Credit-Gesellschaft, die dem Verein ein Startdarlehen von 5000 Gulden gewährte, die Gelder des Vereins annahm und die Abwicklung der Kassengeschäfte in ihren Räumen gestattete.
Das Herzogliche Staatsministerium verlieh dem Verein am 20. Juli 1863 die Rechte einer juristischen Person und gewährte anfangs eine Steuerbefreiung. 1882 folgte der Beitritt zum Revisionsverband der thüringischen Genossenschaften, 1896 der Eintrag in das Genossenschaftsregister – Nr.1 beim Amtsgericht Coburg. Nach mehreren Änderungen des Vereinsnamens kam es 1909 zur Firmierung als Vereinsbank eingetragene Genossenschaft mit beschränkter Haftpflicht zu Coburg. Im Jahre 1912 hatte die Genossenschaft 1695 Mitglieder und die Bank einen Jahresumsatz von 78 Millionen Mark. Die erste Zweigstelle wurde 1914 in Rodach eröffnet. Nachdem die Bank 1904 das Haus Theaterplatz 11 für 42.000 Mark vom Hotelier Theodor Alphons Herold erworben hatte, wurde 1910 das Nachbarhaus Theaterplatz 10 für 37.700 Mark vom Architekten August Berger gekauft und zwischen 1915 und 1917 ein repräsentatives Bankgebäude auf dem Gesamtareal errichtet. Im Jahre 1920 kam es in Sonnefeld nach der Übernahme des dortigen 1870 gegründeten Spar- und Vorschussvereins zur Eröffnung der zweiten Zweigstelle. Von 1923 bis 1927 firmierte die Vereinsbank als Aktiengesellschaft, um durch die Ausgabe von Aktien mehr Kapital zu bekommen.
Nachdem Mitte November 1929 Unregelmäßigkeiten durch zwei Direktoren mit Folgekosten von rund 170 Tausend Reichsmark bekannt wurden und außerdem die Coburger Privatbank Häßler & Hülbig zusammengebrochen war, kam es zu größeren Abhebungen von Kundenguthaben. Die Liquidität der Vereinsbank konnte teilweise durch Darlehen der Bayerischen Landesgewerbebank (Zentralkasse Bayerischer Volksbanken) in Höhe von 1 Million Reichsmark und der Dresdner Bank in Höhe von 200 Tausend Reichsmark sichergestellt werden. Rund 800 Mitglieder stimmten zusätzlich auf einer außerordentlichen Generalversammlung am 25. November 1929 einem Vergleichsverfahren mit der Stundung ihrer Anteile und Guthaben zu, um den Fortbestand der Bank zu ermöglichen. In den folgenden Jahren konnte dann der Direktor Alfred Gmelin die Bank soweit sanieren, dass 1933 die Aktienmehrheit der Coburg-Gothaischen-Bank AG vom damaligen Gothaer Hauptaktionär Gutmann erworben wurde und 1934 die Fusion zur Coburger Bank eGmbH folgte. Die Bilanzsumme betrug in dem Jahr 3,12 Millionen Reichsmark.
Im Jahre 1943 wurde auf Druck der nationalsozialistischen Machthaber die Bank in Coburger Volksbank eGmbH umbenannt, was zehn Jahre später wieder rückgängig gemacht wurde. Im Jahre 1963 gab es 1213 Mitglieder, die Bilanzsumme betrug rund 10,6 Millionen DM und der Umsatz 300 Millionen DM. In den folgenden Jahrzehnten expandierte die Bank durch die Übernahme der Volksbank Neustadt im Jahre 1970 und den Aufbau einer Zweigstelle in Weidhausen Anfang der 1980er Jahre. 1988 hatte die Bank 40 Mitarbeiter bei einer Bilanzsumme von etwa 120,3 Millionen DM und einem Umsatz von 2,1 Milliarden DM. 2750 Mitglieder hatten Geschäftsanteile gezeichnet.
1993 verschmolz die Coburger Bank mit der Raiffeisenbank Ebersdorf bei Coburg, im März 2000 eröffnete sie eine Geschäftsstelle in Rödental. Im Jahr 2006 kam es schließlich bei einer Bilanzsumme von rund 255 Millionen Euro zur Fusion mit der etwa doppelt so großen VR-Bank Coburg-Rennsteig eG und zur heutigen VR-Bank Coburg eG.

## Bankgebäude
Das Bankgebäude wurde ab dem Dezember 1915 nach Plänen der Chemnitzer Architekten Alfred Zapp und Erich Basarke durch das Coburger Baugeschäft Paul Schaarschmidt für die Vereinsbank errichtet. Die Eröffnung war im Juli 1917. Das Unter- und Erdgeschoss diente anfangs den Bankgeschäften, während in den Obergeschossen Wohnungen eingerichtet waren.
Den neuklassizistischen Walmdachbau prägen entsprechend einer Tradition bei Bankgebäuden kolossale ionische Säulen, sechs Stück mit dreiviertel Länge der Gebäudehöhe und auf hohen Postamenten stehend. Die Obergeschossfenster besitzen ornamentierte Brüstungsfelder. Oberhalb vom Säulengebälk ist ein Attikageschoss mit kleinen Fenstern vorhanden. Das abschließende Dach weist eine dreiachsige Gaube mit halbrunden Fenstern und geradem Abschluss auf. In Fassadenmitte liegt der Eingang, ursprünglich mit einer Außentreppe ausgestattet. Die dreiachsigen Nebenseiten, durch ionische Pilaster vertikal strukturiert, besitzen im Dach Fledermausgauben. Daran schließen sich in der kleinen Mauer beziehungsweise Georgengasse Seitenflügel mit vereinfachter Wandgliederung an.
An der nordöstlichen Gebäudeecke steht ein Kriegsgedenkstein des Chemnitzer Bildhauers Bruno Ziegler. Es ist eine Reiterfigur mit Kriegsfahne und Schwert auf einem bildstockähnlichen Sockel stehend.
Sechs massive Urnen, vier auf dem Hauptgesims und zwei auf der Dachgaube stehend, wurden 1957 entfernt. Zuletzt folgte ein Umbau des Bankgebäudes am Theaterplatz im Jahr 2007 zu einer Filiale der VR-Bank Coburg. Unter anderem wurden die Eingangstreppe entfernt und die Erdgeschossfenster der Hauptfassade vergrößert.